# Евроразъём тип 2
Евроразъём тип 2 (полное название — разъём по стандарту IEC 62196 Type 2) — разъём, который был установлен Европейской комиссией в январе 2013 года в качестве стандарта в Европе для зарядки электромобилей на зарядных станциях. Вилка и розетка типа 2 описаны в стандарте IEC 62196-1 (В России — ГОСТ IEC 62196-1). Данный тип разъёма, а также система зарядки, были разработаны немецкой фирмой Mennekes совместно с поставщиком электроэнергии RWE и производителем автомобилей Daimler AG (ныне Mercedes-Benz Group); поэтому на этапе стандартизации он стал известен как разъём Mennekes.
Параллельно с европейской стандартизацией Tesla разработала слегка изменённую форму евроразъёма типа 2 для своих электромобилей, поставляемых в Европу с 2013 года, и европейских зарядных станций Tesla Supercharger, чтобы иметь возможность передавать постоянный ток большой мощности.

## Конструкция вилки
Круглая вилка евроразъёма типа 2 сильно сплющена с одной стороны, поэтому вставка вилки с перекручиванием механически невозможна, а правильное направление вставки интуитивно понятно. Вилка имеет семь цилиндрических контактов — 2 для связи с электромобилем и ещё 5 для передачи энергии. Контактные штыри имеют разную длину: контакт защитного заземления подключается первым, а сигнальные контакты — последними. Тип 2, в отличие от типа 1, не имеет защёлки и поэтому не может быть «защёлкнут» в розетку. Но розетка типа 2 имеет встроенную электромеханическую блокировку, с помощью которых зарядная станция предотвращает непреднамеренное извлечение вилки или возможные манипуляции (вандализм или хищение электроэнергии). То есть процесс передачи электроэнергии нельзя прервать путём вынимания самой вилки, а только с помощью переключателя на зарядной станции. К тому же это защищает электрические контакты от возникновения электрической искры. В отличие от вилок CEE, вилка не оснащена самозакрывающейся защитной откидной крышкой. На зарядных станциях с постоянно подключённым кабелем, вилка обычно хранится в специальном гнезде. Для подключения к зарядным станциям в общественных места, владелец электромобиля имеет собственный кабель для зарядки, который он возит с собой в автомобиле.

## Контакты
Вилка типа 2 имеет три контакта передачи электроэнергии L1, L2 и L3, один контакт нейтрального провода N и один контакт защитного заземления PE. Также имеется контакт PP (Proximity Pilot или Plug Present) для определения наличия вилки и контакт CP (Control Pilot) для обмена управляющими сигналами между электромобилем и зарядной станцией. Вилка тип 2 является частью кабеля.

## Допустимые значения напряжения и тока
| Режим работы                                                        | Мак. напряжение       | Мак. ток                    | Задействованные линии          | Изображение |
| ------------------------------------------------------------------- | --------------------- | --------------------------- | ------------------------------ | ----------- |
| 3-фазное переменное напряжение (AC)                                 | 500 В (AC)            | 1 х 80 А 3 х 63 А           | PE, N, L1(AC), L2(AC), L3(AC)  |             |
| Комбинация 1-фазное пер. напряжение (AC) слабый постоянный ток (DC) | 500 В (AC) 500 В (DC) | 1 х 80 А (AC) 1 х 70 А (DC) | PE, N, L1(AC), +(DC), -(DC)    |             |
| Режим по постоянному току низкой мощности (Low current DC)          | 500 В (DC)            | 1 х 80 А                    | PE, +(DC), -(DC)               |             |
| Режим по постоянному току средней мощности (Mid current DC)         | 500 В (DC)            | 1 х 140 А                   | PE, +(DC), +(DC), -(DC), -(DC) |             |

## Используемые значения напряжения и тока
Стандарт IEC 62196-1 различает три уровня зарядки по переменному напряжению:
- Уровень 1: используется для подключения к простым бытовым розеткам с напряжением 230 В и током не более 16 А (IEC 61851, режим 1), где заземление может осуществляться через нейтральный провод.
- Уровень 2: позволяет использовать однофазные (к нейтральному проводнику) или многофазные (между внешними проводниками) подключения устройства с напряжением 230 / 400 В и током максимум 32 А (IEC 61851, режим 2).
- Уровень 3: позволяет использовать многофазные (между внешними проводниками) подключения устройства с напряжением 400 В и током максимум 63 А.

| Уровень зарядки | Напряжение | Фазы                      | Макс. ток | Мощность                                                | Реализация зарядной станции |
| --- | ---------- | ------------------------- | --------- | ------------------------------------------------------- | --- |
| AC Level 1 | 230 В      | 1 фаза с нейтралью (L1-N) | 16 А      | P = 1 × 230 В × 16 А ≈ 3,7 кВт                          | однофазная на 16 А: 0 1 × 230 В × 16 А ≈ 3,7 кВт в виде кабеля, подключаемого к бытовой розетке                                                  |
| AC Level 2 | 230 В      | 1 фаза с нейтралью (L1-N) | 32 А      | P = 1 × 230 В × 32 А ≈ 7,4 кВт                          | однофазная на 32 А: 0 1 × 230 В × 32 А ≈ 7,4 кВт трёхфазная на 16 А: 0 3 × 230 В × 16 А ≈ 11 кВт трёхфазная на 32 А: 0 3 × 230 В × 32 А ≈ 22 кВт |
| AC Level 2 | 400 В      | 3 фазы (L1, L2, L3)       | 32 А      | P = {\displaystyle {\sqrt {3}}} × 400 В × 32 А ≈ 22 кВт | однофазная на 32 А: 0 1 × 230 В × 32 А ≈ 7,4 кВт трёхфазная на 16 А: 0 3 × 230 В × 16 А ≈ 11 кВт трёхфазная на 32 А: 0 3 × 230 В × 32 А ≈ 22 кВт |
| AC Level 3 | 400 В      | 3 фазы (L1, L2, L3)       | 63 А      | P = {\displaystyle {\sqrt {3}}} × 400 В × 63 А ≈ 43 кВт | трёхфазная на 63 А: 0 3 × 230 В × 63 А ≈ 43 кВт с неразъёмным соединительным кабелем                                                             |
| Расчёт мощности зарядной станции для трёхфазной сети при одинаковом во всех фазах токе нагрузки осуществляется по формуле: 00 {\displaystyle P={\sqrt {3}}\times {U_{F}}\times {I_{F}}} Это эквивалентно расчёту мощности по трём фазам с использованием линейного напряжения, если допустить, что существует нейтраль: {\displaystyle P={3}\times {U_{L}}\times {I_{F}}} В таблице для наглядности использован второй метод вычисления. |            |                           |           |                                                         | |

Надо понимать, что «зарядная станция» в данном случае представляет всего лишь источник переменного напряжения, в простейшем исполнении в виде розетки для соединительного кабеля. Само зарядное устройство интегрировано в электромобиль (так называемое On-Board Charger). Производители электромобилей оснащают свои автомобили обычно зарядными устройствами мощностью не более 11 кВт. Это связано с тем, что во избежание разбаланса сети (перекоса фаз) из-за несбалансированных нагрузок в частных домах во многих странах введены ограничения максимального тока нагрузки по одной фазе. Так в Германии разрешён максимальный ток нагрузки в одной фазе 20 А, а в Австрии и Швейцарии — только 16 А. То есть владелец автомобиля может оснастить свой гараж зарядной станцией только на 11 кВт (3 × 230 В × 16 А).
| Уровень зарядки | Напряжение  | Ток                             | Макс. ток | Мощность |
| --------------- | ----------- | ------------------------------- | --------- | -------- |
| DC Level 1      | 200 — 450 В | Постоянный ток зарядной станции | 80 А      | 36 кВт   |
| DC Level 2      | 200 — 450 В | Постоянный ток зарядной станции | 200 А     | 90 кВт   |
| DC Level 3      | 200 — 600 В | Постоянный ток зарядной станции | 400 А     | 240 кВт  |

## Принцип действия
Функция сигнальных контактов была впервые описана в 2001 году в описании SAE J1772. Протокол обмена сигналами позволяет обойтись без цифровой электроники (в отличие от CAN-шины в CHAdeMO). Предполагаемый рабочий диапазон от −40 °C до +85 °C.
Зарядная станция первоначально подаёт напряжение 12 В между пилотным контактом CP и защитным проводом PE. Когда автомобиль подключён, через резистор сопротивлением 1 кОм (R0) подаётся прямоугольное напряжение частотой 1 кГц ±12 В (±0,4 В). Со стороны электромобиля цепь между CP и PE замыкается резистором (R), включённым последовательно с диодом. Зарядная станция сообщает транспортному средству максимальный ток, который может обеспечить зарядная станция, используя широтно-импульсную модуляцию прямоугольного напряжения: По определению сигнализации ШИМ, диапазон значений тока составляет 6 А при 10 % ШИМ и максимум 10 А при ШИМ 16 %, при ШИМ 25 % — максимум 16 А, при ШИМ 50 % — максимум 32 А и при ШИМ 90 % — быстрая зарядка. Электромобиль, в свою очередь, может взаимодействовать с зарядной станцией посредством выбора сопротивления R и связанного с этим изменения падения напряжения на R0: при R = 2700 Ом сообщается о транспортном средстве, совместимом с режимом 3 («автомобиль обнаружен»), для которого ещё не запрошена ни одна загрузка. При R=880 Ом автомобиль готов к зарядному току («готов»), а при R=240 Ом требуется дополнительная вентиляция («с вентиляцией»), что не имеет значения на открытом воздухе, но в помещении снижает зарядный ток, если есть нет вентиляционных колпачков.
Общественные зарядные станции, как правило, не имеют напряжения, когда цепь разомкнута, даже если стандарт допускает выходную мощность в соответствии с режимом 1 (максимум 16 ампер). Когда цепь замкнута, зарядная станция также может проверить работоспособность защитного проводника.
| Сопротивление CP-PE (R)          |           | 2700 Ω             | 880 Ω              | 240 Ω              |                       |         |
| Сопротивление R3 при R2 = 2740 Ω | —         | — 2740 Ω           | 1300 Ω 2740 Ω      | 270 Ω 2740 Ω       |                       |         |
| Напряжение CP-PE                 | +12 V     | +9 V               | +6 V               | +3 V               | ±0 V                  | −12 V   |
| Статус                           | A standby | B vehicle detected | C ready (charging) | D with ventilation | E no power (shut off) | F error |

Контакт PP сообщает зарядной станции максимально возможный зарядный ток автомобиля (или кабеля). Для этого между контактами PP и PE в кабеле ставится резистор. Кодирование допустимого тока по значению сопротивления резистора регламентируется в IEC 61851-1:
| Сопротивление PP-PE | 1500 Ω  | 680 Ω   | 220 Ω | 100 Ω  |
| Сила тока           | 13 A    | 20 A    | 32 A  | 63 A   |
| Сечение провода     | 1,5 мм² | 2,5 мм² | 6 мм² | 16 мм² |